# EFAF Cup 2010
Der EFAF Cup 2010 war die neunte Saison des EFAF Cups. Es wurde eine Qualifikationsrunde mit vier Vorrundengruppen gespielt, wobei sich jeweils der Gruppenerste für das Halbfinale qualifizierte.
Weder österreichische, noch deutsche Teams nahmen in diesem Jahr am Wettbewerb teil. Dafür gingen für die Schweiz die beiden Teilnehmer des Swiss Bowl 2009, die Calanda Broncos und die Zürich Renegades, an den Start.
Gestartet wurde der EFAF Cup am 17. April mit einem Auswärtssieg der Calanda Broncos gegen Lazio Marines (62:41) und er endete mit dem Finalspiel Anfang Juli.

## Qualifikationsrunde

### Gruppe A
| Datum     | Kickoff | Heim                 | Ergebnis | Gast                 | Stadion                                                       |
| --------- | ------- | -------------------- | -------- | -------------------- | ------------------------------------------------------------- |
| 17. April | 17:00   | L’Hospitalet Pioners | 0:0      | Parma Panthers*      | Complex Esportiu L’Hospitalet Nord, L’Hospitalet de Llobregat |
| 1. Mai    | 19:15   | Zürich Renegades     | 19:20    | L’Hospitalet Pioners | Stadion Buchholz Uster, Zürich                                |
| 15. Mai   | 21:00   | Parma Panthers       | 49:7     | Zürich Renegades     | Stadio XXV Aprile, Parma                                      |

| * | Auf Grund von "höherer Gewalt", konkret wegen des Ausbruchs des Vulkans Eyjafjallajökull und des damit zu diesem Spieltermin zusammen hängenden Flugverbots, musste dieses Spiel abgesagt werden. Zu einer Neuansetzung kam es nicht. |

|    | Verein               | Sp | Punkte | TD    | Diff. |
| -- | -------------------- | -- | ------ | ----- | ----- |
| 1. | Parma Panthers       | 1  | 2:0    | 49:7  | +42   |
| 2. | L’Hospitalet Pioners | 1  | 2:0    | 20:19 | +1    |
| 3. | Zürich Renegades     | 2  | 0:4    | 26:69 | −43   |

### Gruppe B
| Datum     | Kickoff | Heim                  | Ergebnis | Gast                  | Stadion                                |
| --------- | ------- | --------------------- | -------- | --------------------- | -------------------------------------- |
| 17. April | 15:00   | Lazio Marines         | 41:62    | Calanda Broncos       | Stadio Giannattasio di Ostia Lido, Rom |
| 1. Mai    | 13:00   | Calanda Broncos       | 45:20    | Kragujevac Wild Boars | Stadion Ringstrasse, Chur              |
| 16. Mai   | 11:00   | Kragujevac Wild Boars | 28:7     | Lazio Marines         | FK Susica Stadion, Kragujevac          |

|    | Verein                | Sp | Punkte | TD     | Diff. |
| -- | --------------------- | -- | ------ | ------ | ----- |
| 1. | Calanda Broncos       | 2  | 4:0    | 107:61 | +36   |
| 2. | Kragujevac Wild Boars | 2  | 2:2    | 48:52  | −4    |
| 3. | Lazio Marines         | 2  | 0:4    | 48:90  | −42   |

### Gruppe C
| Datum   | Kickoff | Heim               | Ergebnis | Gast                         | Stadion                |
| ------- | ------- | ------------------ | -------- | ---------------------------- | ---------------------- |
| 15. Mai | 19:00   | Carlstad Crusaders | 26:3     | Søllerød K.Noah Gold Diggers | Tingvalla IP, Karlstad |

|    | Verein                       | Sp | Punkte | TD   | Diff. |
| -- | ---------------------------- | -- | ------ | ---- | ----- |
| 1. | Carlstad Crusaders           | 1  | 2:0    | 26:3 | +23   |
| 2. | Søllerød K.Noah Gold Diggers | 1  | 0:2    | 3:26 | −23   |

### Gruppe D
| Datum     | Kickoff | Heim                        | Ergebnis | Gast                        | Stadion                             |
| --------- | ------- | --------------------------- | -------- | --------------------------- | ----------------------------------- |
| 17. April | 18:00   | Saint Ouen l’Aumône Cougars | 27:14    | Amsterdam Crusaders         | Parc de Sports, Saint-Ouen-l’Aumône |
| 2. Mai    | 15:00   | Amsterdam Crusaders         | 7:35     | London Blitz                | Sportpark Sloten, Amsterdam         |
| 15. Mai   | 16:00   | London Blitz                | 26:21    | Saint Ouen l’Aumône Cougars | Finsbury Park Stadium, London       |

|    | Verein                      | Sp | TD    | Diff. | Punkte |
| -- | --------------------------- | -- | ----- | ----- | ------ |
| 1. | London Blitz                | 2  | 61:28 | +33   | 4:0    |
| 2. | Saint Ouen l’Aumône Cougars | 2  | 48:40 | +8    | 2:2    |
| 3. | Amsterdam Crusaders         | 2  | 21:62 | −41   | 0:4    |

## Playoffs
|  | Halbfinale, 6. Juni    | Halbfinale, 6. Juni | Halbfinale, 6. Juni |  |  | EFAF Cup Finale | EFAF Cup Finale    | EFAF Cup Finale |
|  |                        |                     |                     |  |  |                 |                    |                 |
|  |                        |                     |                     |  |  |                 |                    |                 |
|  | Italien                | Parma Panthers      | 21                  |  |  |                 |                    |                 |
|  | Schweiz                | Calanda Broncos     | 40                  |  |  |                 |                    |                 |
|  |                        |                     |                     |  |  | Schweiz         | Calanda Broncos    | 17              |
|  |                        |                     |                     |  |  | Schweden        | Carlstad Crusaders | 3               |
|  | Schweden               | Carlstad Crusaders  | 27                  |  |  |                 |                    |                 |
|  | Vereinigtes Konigreich | London Blitz        | 0                   |  |  |                 |                    |                 |
|  |                        |                     |                     |  |  |                 |                    |                 |

Mit den Calanda Broncos stand zum ersten Mal ein Schweizer Team in einem Endspiel eines europäischen Wettbewerbs. Die Broncos waren zugleich Ausrichter des Endspiels.
|                                   |                              |  |                 |                          |                    |  |                                     |
|                                   | Chur 17. Juli 2010 18:30 Uhr |  | Calanda Broncos | \| \| 17 : 3 \| \| \| \| | Carlstad Crusaders |  | Stadion Ringstrasse Zuschauer: 1580 |
| (7:0, 7:0, 0:3, 3:0) Spielbericht | Chur 17. Juli 2010 18:30 Uhr |  | Calanda Broncos |                          | Carlstad Crusaders |  | Stadion Ringstrasse Zuschauer: 1580 |
|                                   | 17 : 3                       |  |                 |                          |                    |  |                                     |
|                                   |                              |  |                 |                          |                    |  |                                     |